# Tiberij
Tibêrij Júlij Cézar Avgúst (latinsko Tiberius Iulius Caesar Augustus), rimski politik in cesar, * 16. november 42 pr. n. št.; vladal 14-37; † 16. marec 37 n. št., Misenum, Kampanija, Italija.
Tiberij je nasledil rimskega cesarja Avgusta, svojega adoptivnega očeta. Že ob svojem nastopu je moral zatreti vojaški upor v Panoniji. Uspešno je vzdrževal oblast nad ozemlji rimskega cesarstva in branil njegove zunanje meje. Tiberijev nečak in posvojenec Germanik je uspel osvojiti celotno Germanijo vse do reke Labe, vendar do priključitve ozemlja rimski državi ni prišlo.
Tiberijev značaj je bil hladen in zadržan: Plinij starejši je Tiberija označil za "najmračnejšega človeka" (tristissimus homo). Tiberijev odnos do senata in državne elite je postajal vedno bolj samodrški. Po smrti svojega sina Druza Julija Cezarja se je Tiberij umaknil na otok Capri ("nesokracija") in izvrševanje oblasti prepustil pretorijanskemu prefektu Sejanu. Sejan je začel odstranjevati sebi nasprotne člane dinastije in se pripravljati na dejanski prevzem prestola. Tiberij je še pravočasno umaknil na varno svojega naslednika Gaja Cezarja (kasnejšega cesarja Kaligulo), se vrnil v Rim in obračunal s Sajanom. Tiberija je po smrti nasledil Kaligula.
Tiberij je bil eden največjih rimskih generalov; njegovo osvajanje Panonije,  Dalmacija, Retije in začasno dela Germanije so postavili temelje severne meje.

## Nastop vlade in njene značilnosti
Kot Avgustov posinovljenec in nosilec vseh najpomembnejših funkcij (imperator, tribun in kot najpomembnejšo imperium maius) je brez težav nasledil svojega očeta, saj so bili vsi možni tekmeci že v preteklosti odstranjeni. Senatu se je primernejši kandidat zdel popularen vojskovodja Germanik (brat kasnejšega cesarja Klavdija in oče Gaja Kaligule), vendar je bil prisiljen sprejeti Tiberija. Le-ta se je že za Avgusta izkazal kot uspešen politik in zlasti kot vojskovodja, vendar je bil moteč njegov nasilen značaj, ki je stopil v ospredje zlasti v zadnjem obdobju vlade.
Tiberij je nadaljeval Avgustovo miroljubno zunanjo politiko Pax Romane in utrjeval sistem principata, čeprav mu senat (namreč sistemu) ni bil naklonjen. Toda morali so se sprijazniti z novim položajem. »Sem imperator vojakom, princeps v ljudstvu in gospodar sužnjem«, navaja Tacit v Analih, s čimer je pokazal Tiberijeve težnje po ohranitvi novega političnega reda, ki je pomenil sintezo stare republike in vojaške diktature. Tiberij je posvečal veliko energije v gospodarski razvoj imperija. Značilno je, da velikih vojaških pohodov ni bilo. Rimska vojska je sicer delovala onstran Rena, na Balkanu in Bližnjem vzhodu, vendar je šlo izključno za obrambo brez težnje po teritorialni širitvi države.

## Nastop strahovlade
Po letu 30 je Tiberijev režim postal vse bolj tiranski, zlasti ko je pretorijanski prefekt postal Lucij Elij Sejan. Sejanova moč je narasla, ko je v Rimu združil vso pretorijansko gardo, ki jo je Avgust razporedil po italskih mestih. Tiberij je v paranoji preganjal vse resnične in domnevne nasprotnike, zlasti pa pripadnike Klavdijsko-julijanske dinastije. V to ga je pognal Sejan, ki si je hotel zagotoviti nasledstvo. Tako je Tiberij na Sejanovo pobudo dal umoriti lastnega sina Druza (kar Kasij Dion zanika in Druzovo smrt pripiše, kar je najverjetneje, Sejanu). 

## Zadnja leta
Tiberij se je v drugi polovici svoje vladavine vse bolj zadrževal v rezidenci na otočku Capri. Tja se je umikal že v času življenja svoje posesivne matere Livije Avguste, ki je Tiberiju pomagala na prestol in se je neprestano vmešavala v državne zadeve tudi po Avgustovi smrti. Sejan je Tiberijevo bivanje na Capriju podpiral, saj je nadzoroval cesarjevo dopisovanje in je bil le-ta njegov ujetnik. Ko je leta 31 Sejan postal sokonzul in dobil funkcijo imperium maius je postalo jasno, da ga je Tiberij izbral za naslednika. To je pomenilo Sejanov konec, saj je najbrž v neučakanosti načrtoval državni udar, vendar so ga razkrinkali in usmrtili. Tiberij je vse do pomladi 37 bival na Capriju, nato se je odpravil v Rim. Med potjo je marca 37 umrl naravne smrti, čeprav Svetonij in Kasij Dion namigujeta, da ga je dal umoriti naslednik Gaj Germanik.

## Problem nasledstva
Avgust je v sistemu principata predvidel nasledstvo v okviru lastne hiše. Sam Tiberij je imel več sinov (Druz, Neron), vendar jih je dal odstraniti Sejan kot nevarne tekmece pri nasledstvu. Po letu 31 sta ostala v okviru Avgustove hiše Klavdij, Tiberijev bratranec in mladi Gaj, sin Tiberijevega posinovljenca Germanika. Sejan, sicer viteškega izvora, si je skušal zagotoviti nasledstvo tudi v povezavi z vladajočo dinastijo, saj je dal hčer za ženo Klavdiju. Klavdij kot 'slaboumnež' ni prišel v poštev za prestol. Ostal je le Gaj, ki pa je že takrat kazal znake nasilja. Tiberij je njega in Tiberija Gemela, Gajevega bratranca, v oporoki določil za naslednika. Ko je marca 37 umrl, je vlado takoj prevzel Gaj in kmalu zatem dal umoriti Gemela.

### Primarni viri
- Kasij Dion, Rimska Zgodovina, 57-58.
- Tacit, Anali, 1-6.
- Svetonij, Življenje dvanajstih cesarjev, Tiberijevo življenje.
- Jožef Flavij, Judovske starine, 18.6.
- Velej Paterkul, Rimska zgodovina, 2.